# Kårharu kläpparna
Kårharu kläpparna är öar i Finland. De ligger i Skärgårdshavet och i kommunen Pargas i landskapet Egentliga Finland, i den sydvästra delen av landet. Öarna ligger omkring 91 kilometer sydväst om Åbo och omkring 210 kilometer väster om Helsingfors.
Arean för den av öarna koordinaterna pekar på är 0,6 hektar och dess största längd är 110 meter i öst-västlig riktning.